# Diospage semimarginata
Diospage semimarginata là một loài bướm đêm thuộc phân họ Arctiinae, họ Erebidae.